# Karby
Karby település Németországban, Schleswig-Holstein tartományban. Lakosainak száma 579 fő (2023. december 31.). Karby Kappeln, Winnemark, Dörphof és Brodersby (Schwansen) községekkel határos.

## Népesség
A település népességének változása:
| Lakosok száma | 555  | 589  | 569  | 560  | 573  | 565  | 579  |
|               | 1975 | 2013 | 2017 | 2019 | 2021 | 2022 | 2023 |